# Habrosanthus bathamae
Habrosanthus bathamae is een zeeanemonensoort uit de familie Sagartiidae.
Habrosanthus bathamae is voor het eerst wetenschappelijk beschreven door Cutress in 1961.